# Schandpaal

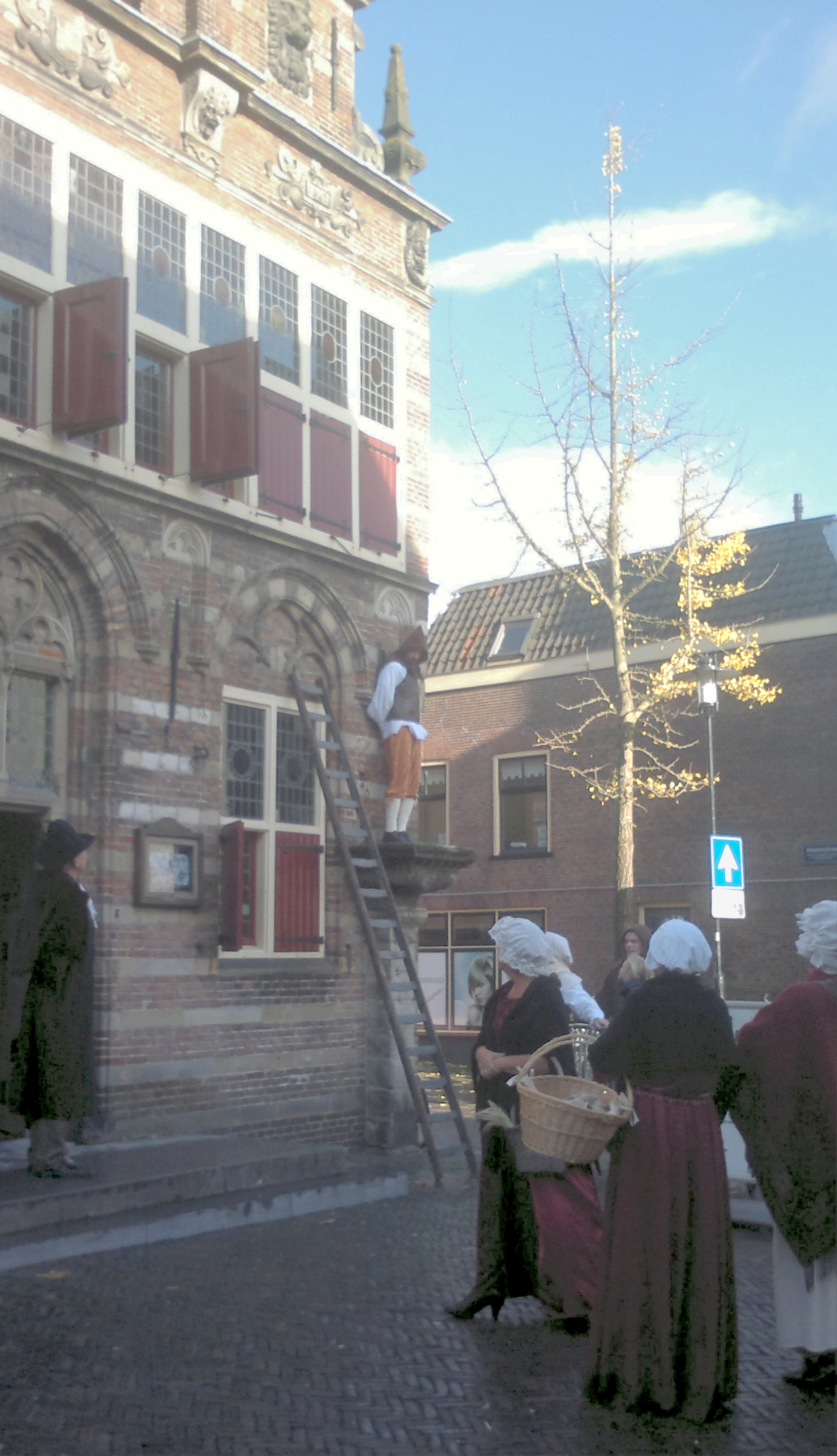
Persoon op de schandpaal aan het voormalige stadhuis van Woerden

Een schandpaal, gerechtspaal, geselpaal of kaak is een paal waaraan iemand als strafmaatregel werd vastgebonden en te kijk werd gesteld. Naast een schandpaal bestaat ook het schandblok.
Het te schande zetten was bedoeld als een onterende straf. Het stond het publiek vaak vrij de persoon die letterlijk "voor paal stond", te beschimpen of te bekogelen met rot fruit of andere zaken. Ook het spreekwoord "iets aan de kaak stellen" komt van deze straf.

## Gebruik
Deze middeleeuwse straf is in heel Europa gebruikt als strafmaatregel in de tijd dat gevangenisstraffen nog niet gangbaar waren.
Wanneer de bevolking kwaad op de veroordeelde was werd hij tevens met rot fruit, paardenvijgen, stenen etc. bekogeld. Wanneer stenen en andere harde voorwerpen werden gegooid kon dit leiden tot ernstige (hoofd)verwondingen of zelfs de dood van de veroordeelde. Tevens was het mogelijk dat een veroordeelde aan de schandpaal lijfstraffen opgelegd kreeg, zoals zweepslagen of stokslagen.
Het kwam echter ook voor dat de veroordeelde de sympathie had van het volk. Zo werd Daniel Defoe in 1703 tot de kaak veroordeeld na publicatie van een opruiend geschrift, en door de bevolking bestrooid met bloemen.
Het kon ook gebeuren dat een ter dood veroordeelde voorafgaande aan de executie eerst aan de schandpaal werd gezet om aan het volk te worden getoond. Dit overkwam bijvoorbeeld Willem de Deken in 1328.

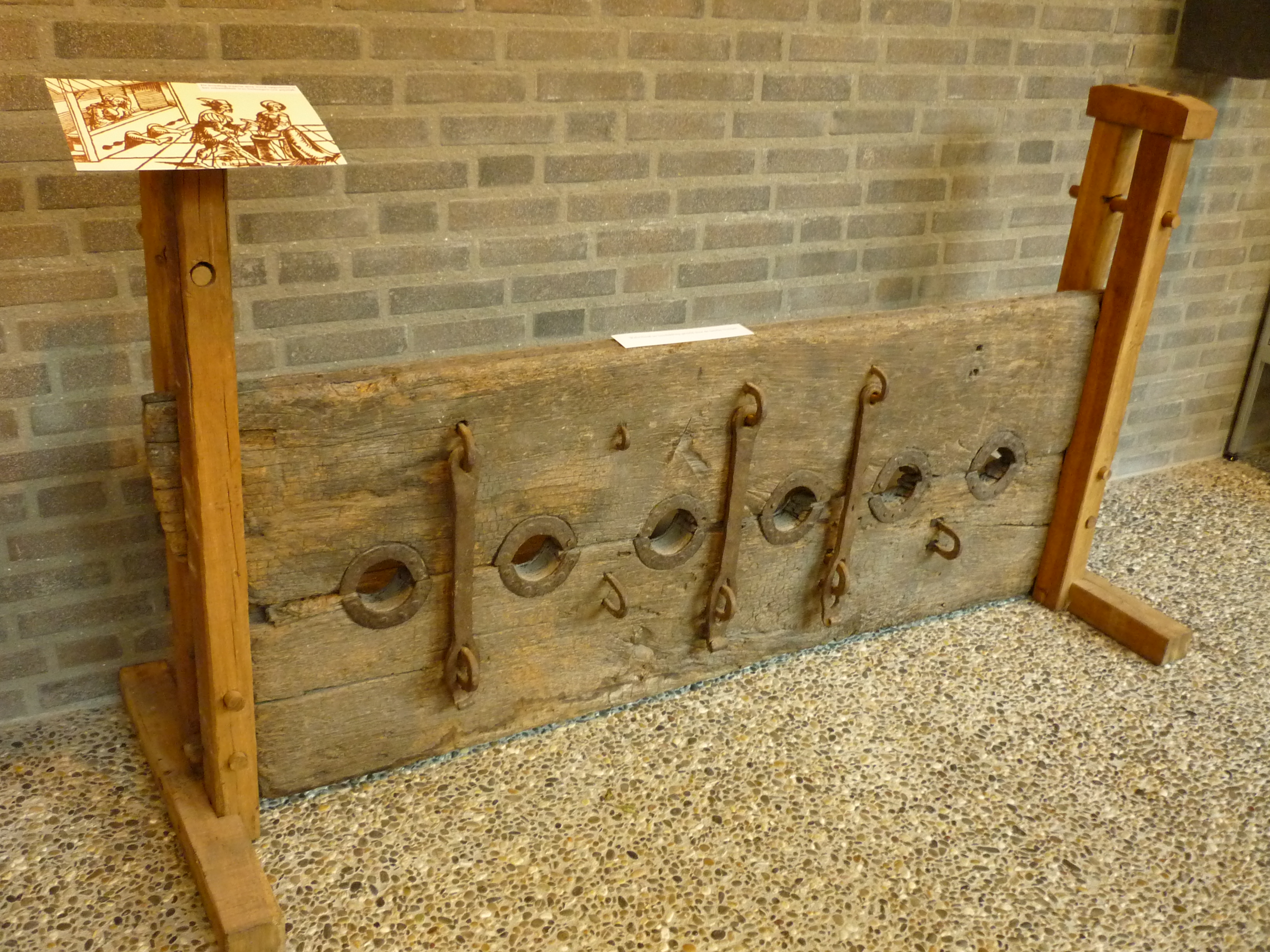
Een schandblok zoals dat tijdens de tentoonstelling "900 jaar bestuur" in het najaar van 2010 in het gemeentehuis van Deurne te bezichtigen was

De duur waarin men aan de schandpaal moest staan bedroeg meestal enkele uren. De schandpaal bleef tot ver in de 18e eeuw populair, om halverwege de negentiende eeuw in 1854 officieel als strafmaatregel te worden afgeschaft.
Een schandpaal treft men nog weleens aan op jaarmarkten en braderieën. Bezoekers kunnen erin gefotografeerd worden en desnoods met zachte voorwerpen (of natte sponzen) bekogeld worden.

## Bouw

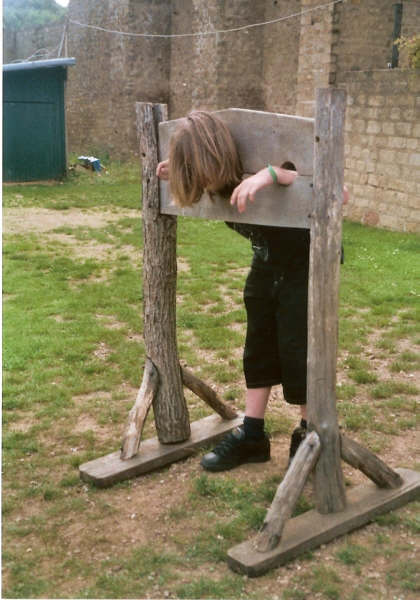
Persoon in een schandblok

Een veel voorkomend schandblok bestond uit twee planken op een paal. Tussen de planken waren drie gaten. Aan de buitenzijde twee ter grootte van een pols en in het midden ter grootte van de hals. Hiermee kon de veroordeelde door een ieder bespuwd en beschimpt worden.

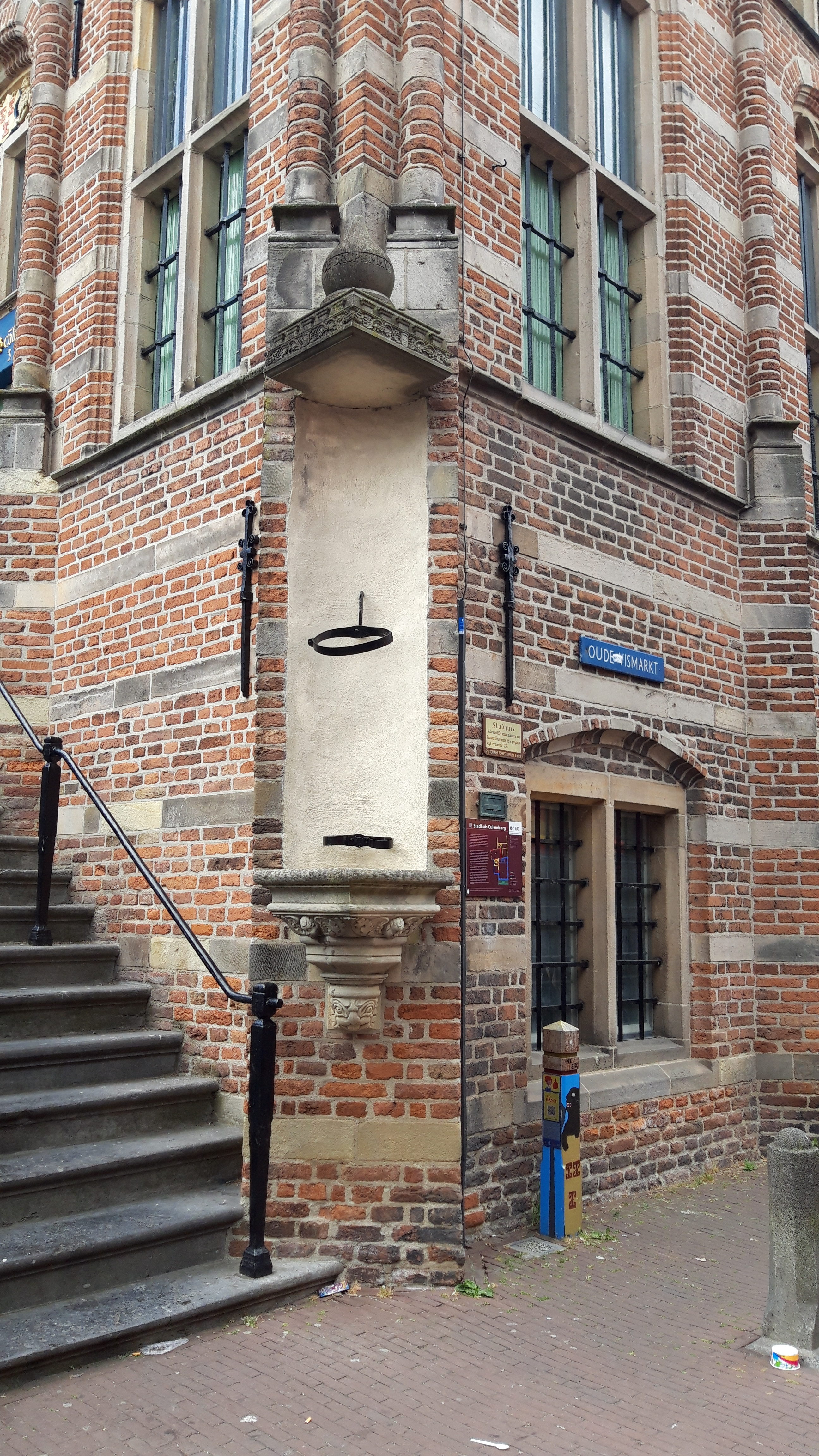
Kaak stadhuis Culemborg met boeien voor de voeten en ring voor om de borst.

Ook bestond de schandpaal zeer vaak uit een simpele paal met een ijzeren ring eraan die om de nek van de gestrafte werd bevestigd.
Een andere vorm werd vaak aangeduid als 'het blok'. Dit was een lage houten schandpaal waarin de veroordeelde slechts met de voeten werd vastgezet. Hij werd zo in een zittende of liggende houding gedwongen waardoor de voorbijgangers hem konden beschimpen, bespugen of eventueel over hem plassen of ontlasten.
In Spanje was een tonvormige variant in gebruik die werd overgenomen door de Engelsen, en meestal gebruikt werd ter bestraffing van openbare dronkenschap. De gestrafte moest gehurkt in de ton plaatsnemen, waarbij het hoofd uit een gat stak. Hierdoor hurkte de gestrafte in zijn eigen vuil.

## Alternatieve namen
Andere namen voor de schandpaal zijn:
- de kaak
- het blok
- het schavot (ook gebruikt voor de galg of wipstrik)

### Kaak
De kaak was oorspronkelijk een ton, later een houten of stenen podest, waarop de te straffen misdadigers tentoon werden gesteld. Van deze disciplinaire methode stamt het gezegde "iemand aan de kaak stellen". Oorspronkelijk luidde het gezegde letterlijk: iemand op de kaak zetten.
De naam "kaak" is nog terug te vinden in Kaakhorn, een gedeelte van het dorp Westernieland, en in Kaakheem, een gedeelte van het dorp Aduard.

## Moderne schandpaal
Tegenwoordig worden verdachten of veroordeelden juist niet te schande gezet. In nieuwsberichten worden zij hoogstens met een afgekorte naam zoals Willem H. vermeld.
Naming and shaming (de naam luid en duidelijk noemen en de persoon daarmee te schande zetten) is echter ook gebruik, met name bij witteboordencriminaliteit. Een andere vorm van de hedendaagse schandpaal bestaat op het internet. Daar bestaan digitale schandpalen waar mensen en organisaties door bloggers of anderen al dan niet terecht voor iedereen leesbaar te kijk worden gezet.

## Fotogalerij

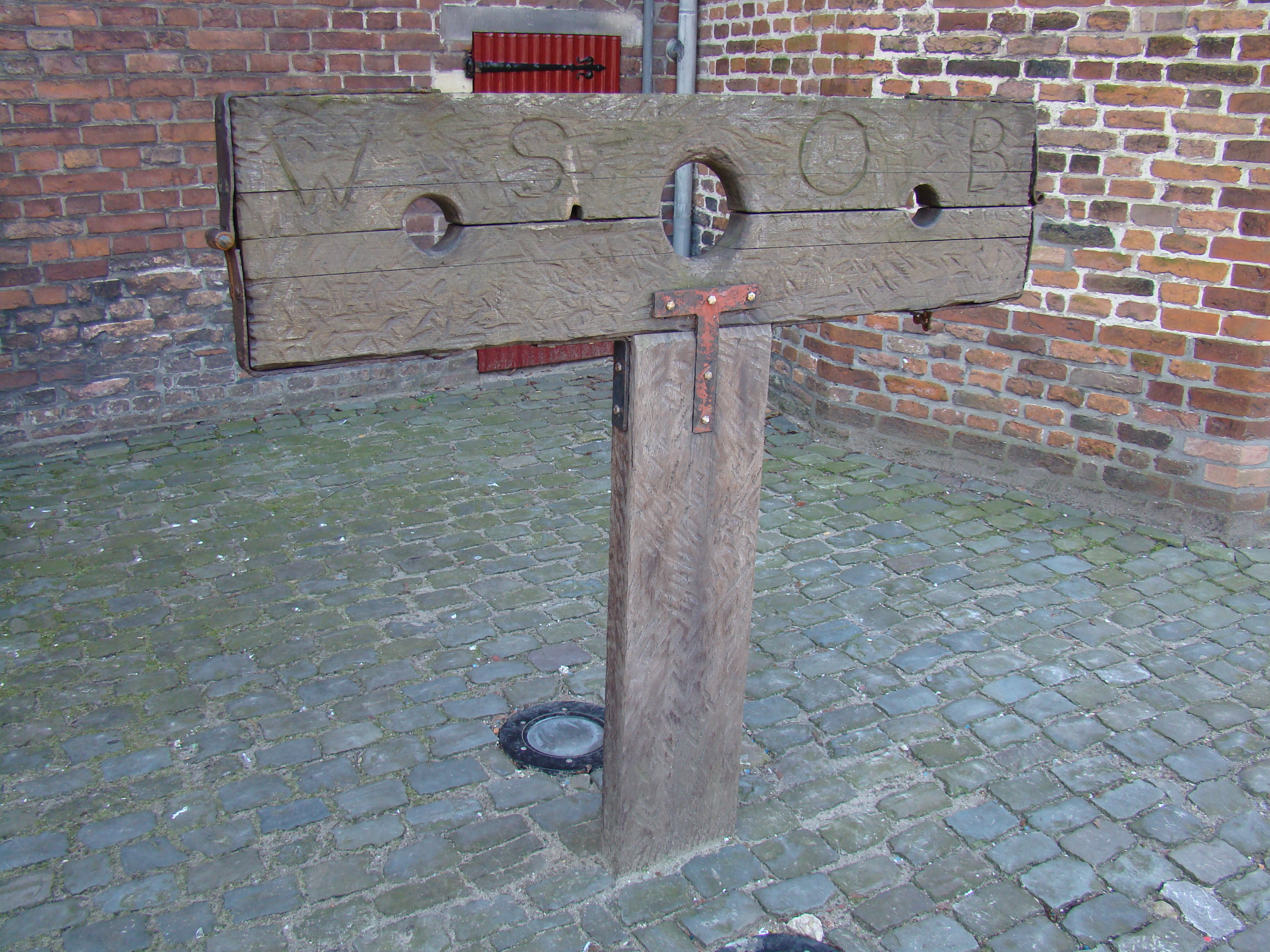
Stadhuis van 's-Heerenberg
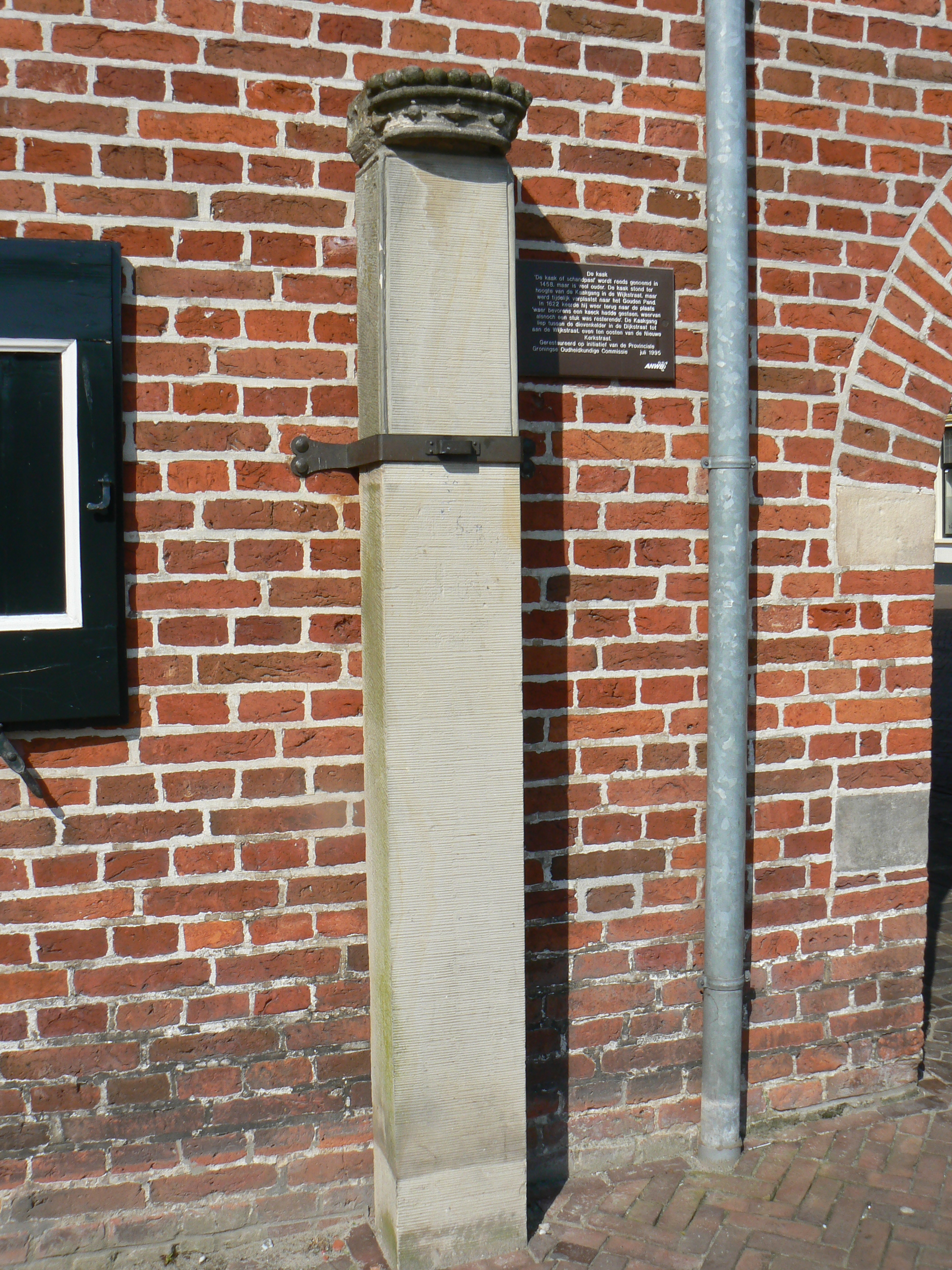
Appingedam
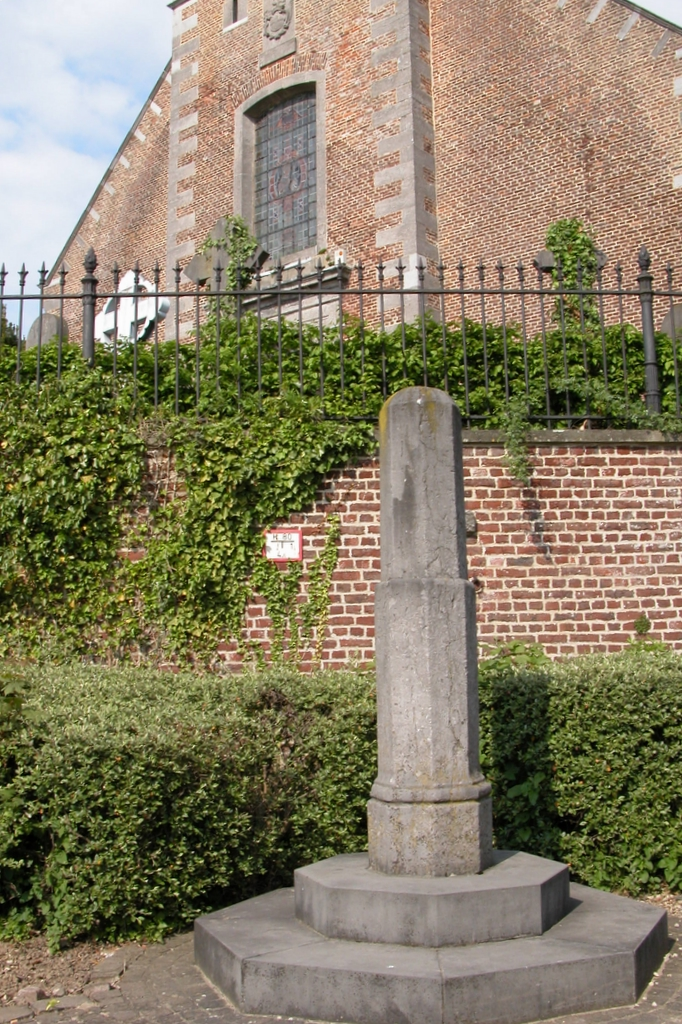
Vollezele
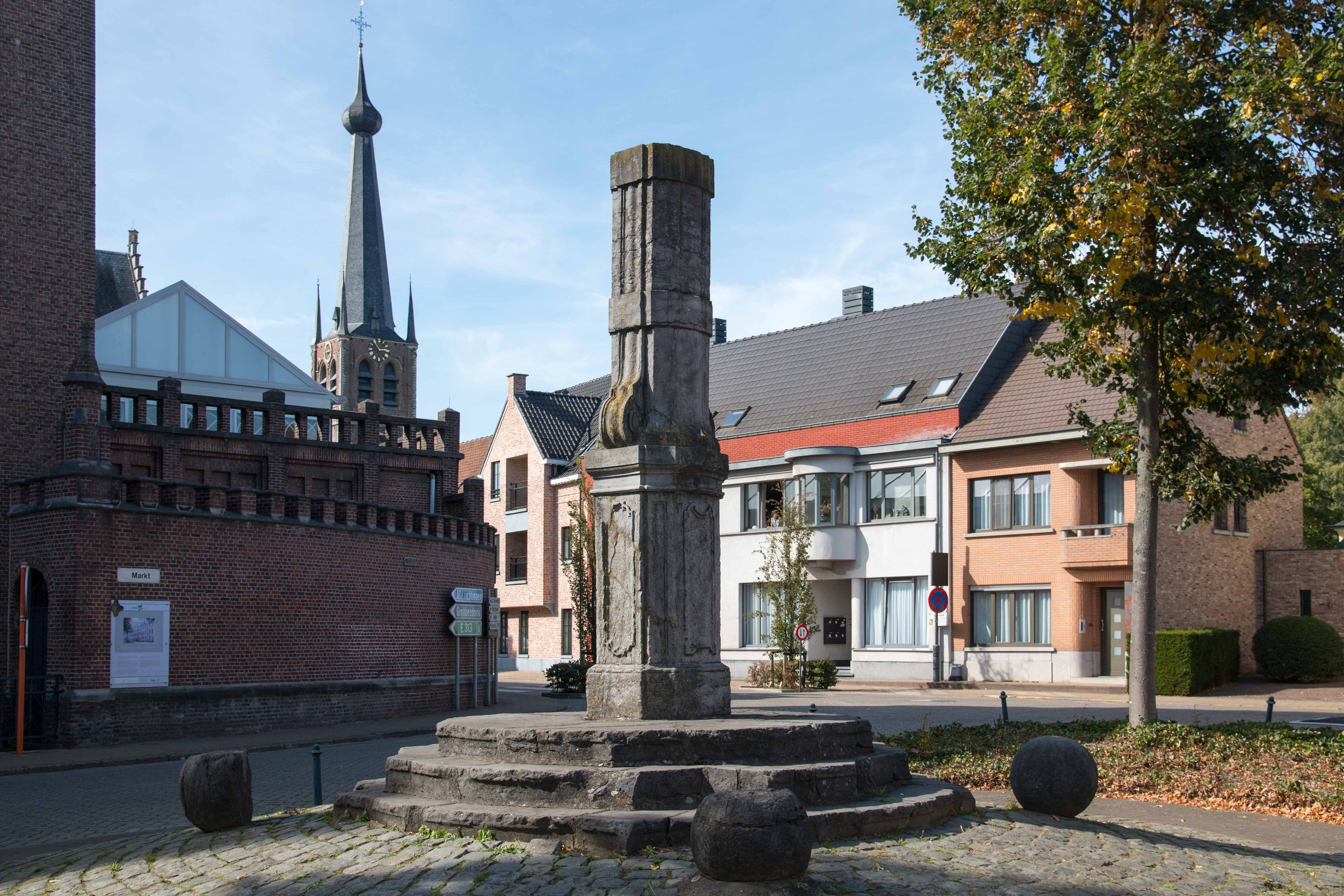
Schandpaal in Vorselaar
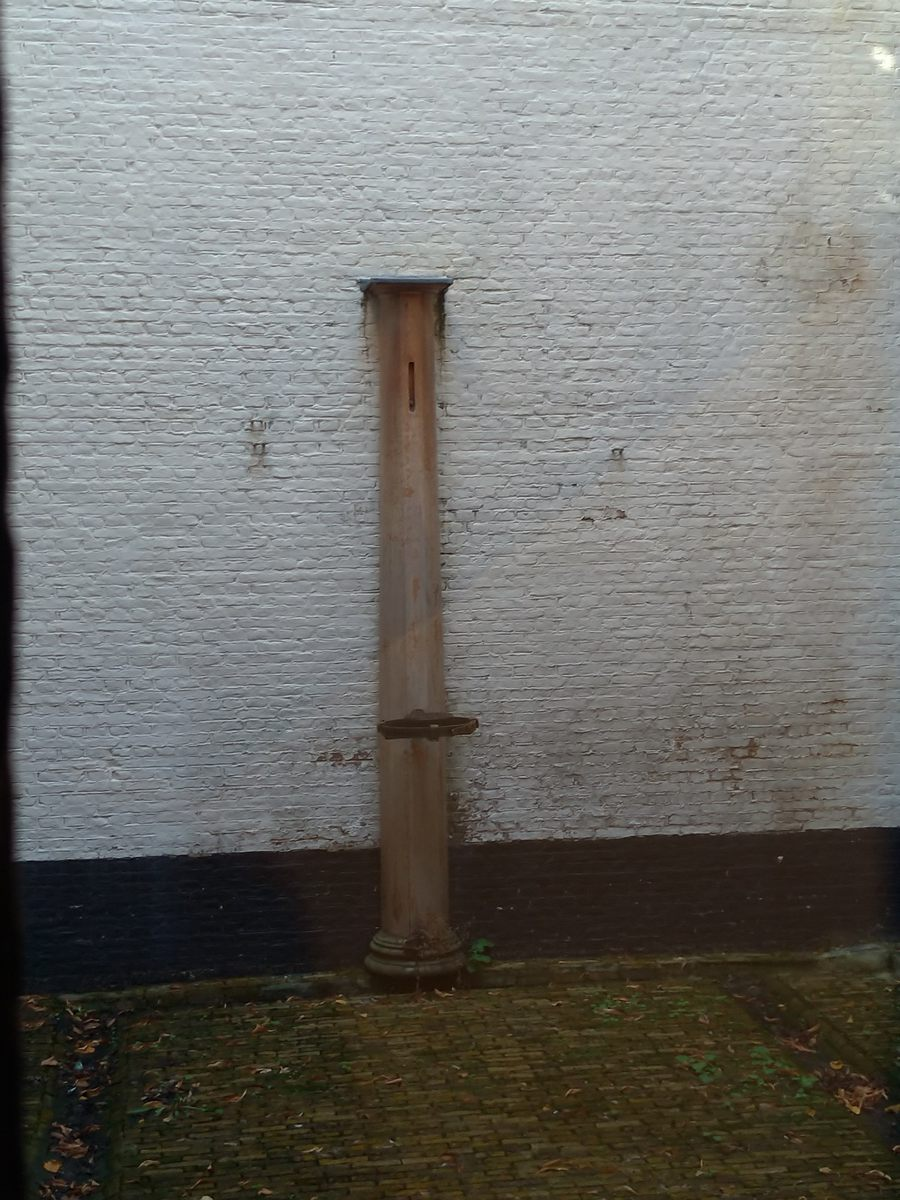
Leiden
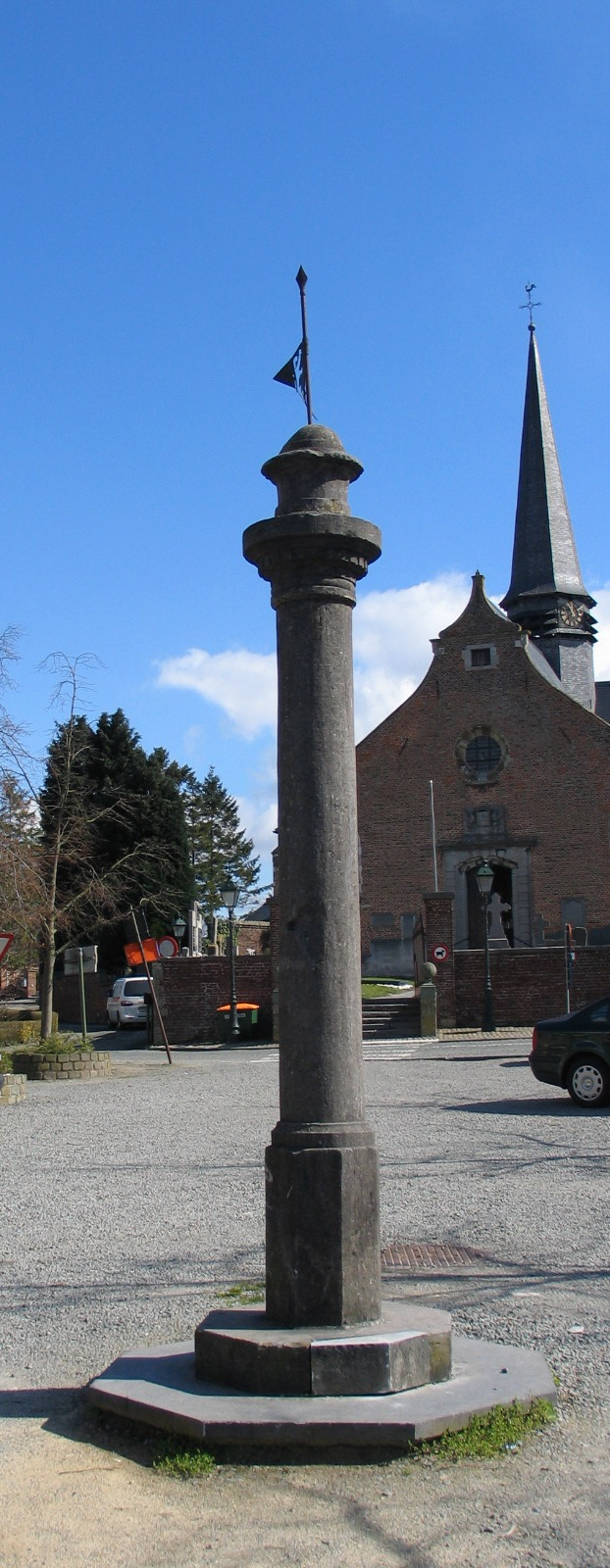
Gaasbeek
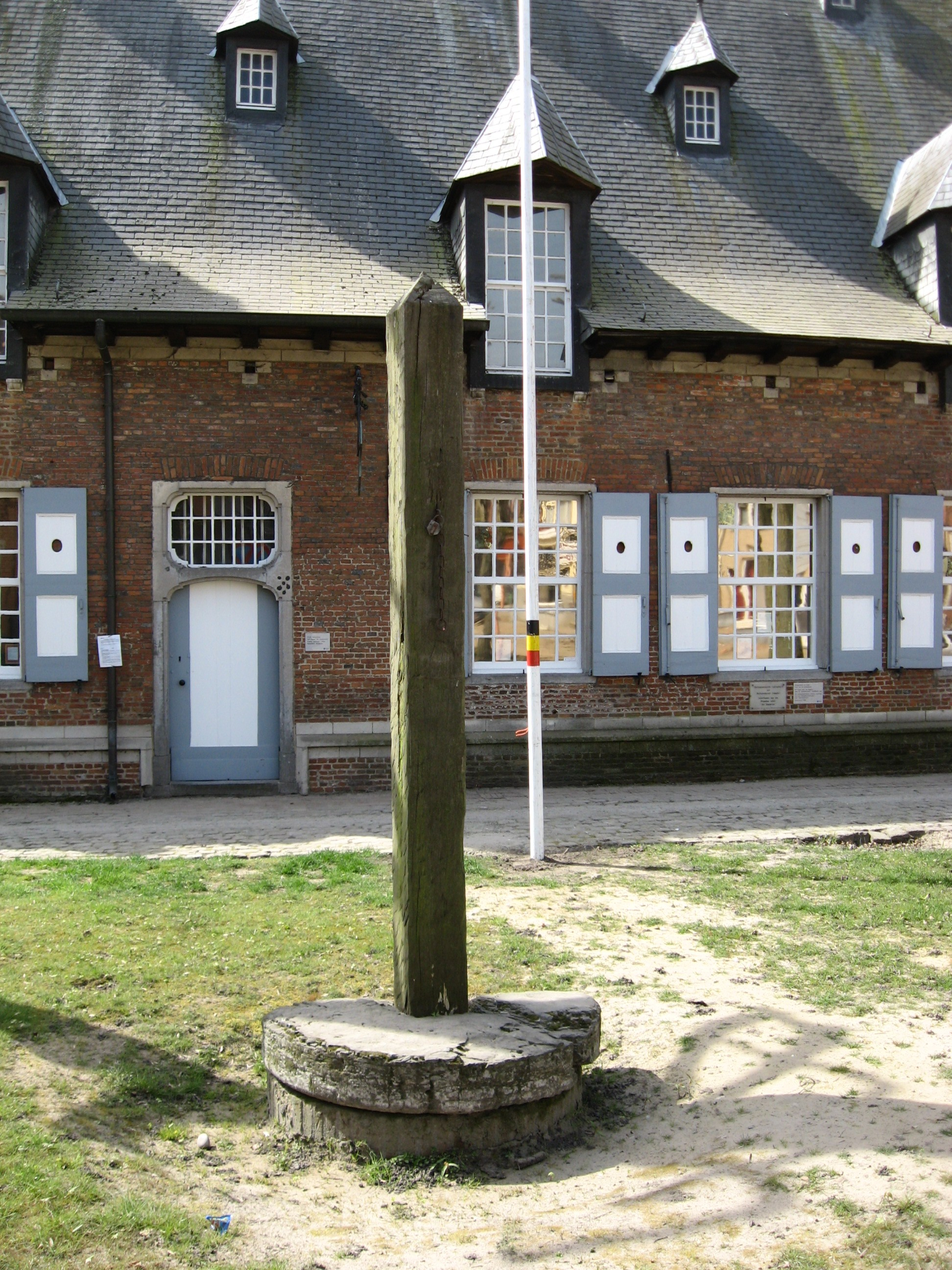
Brecht
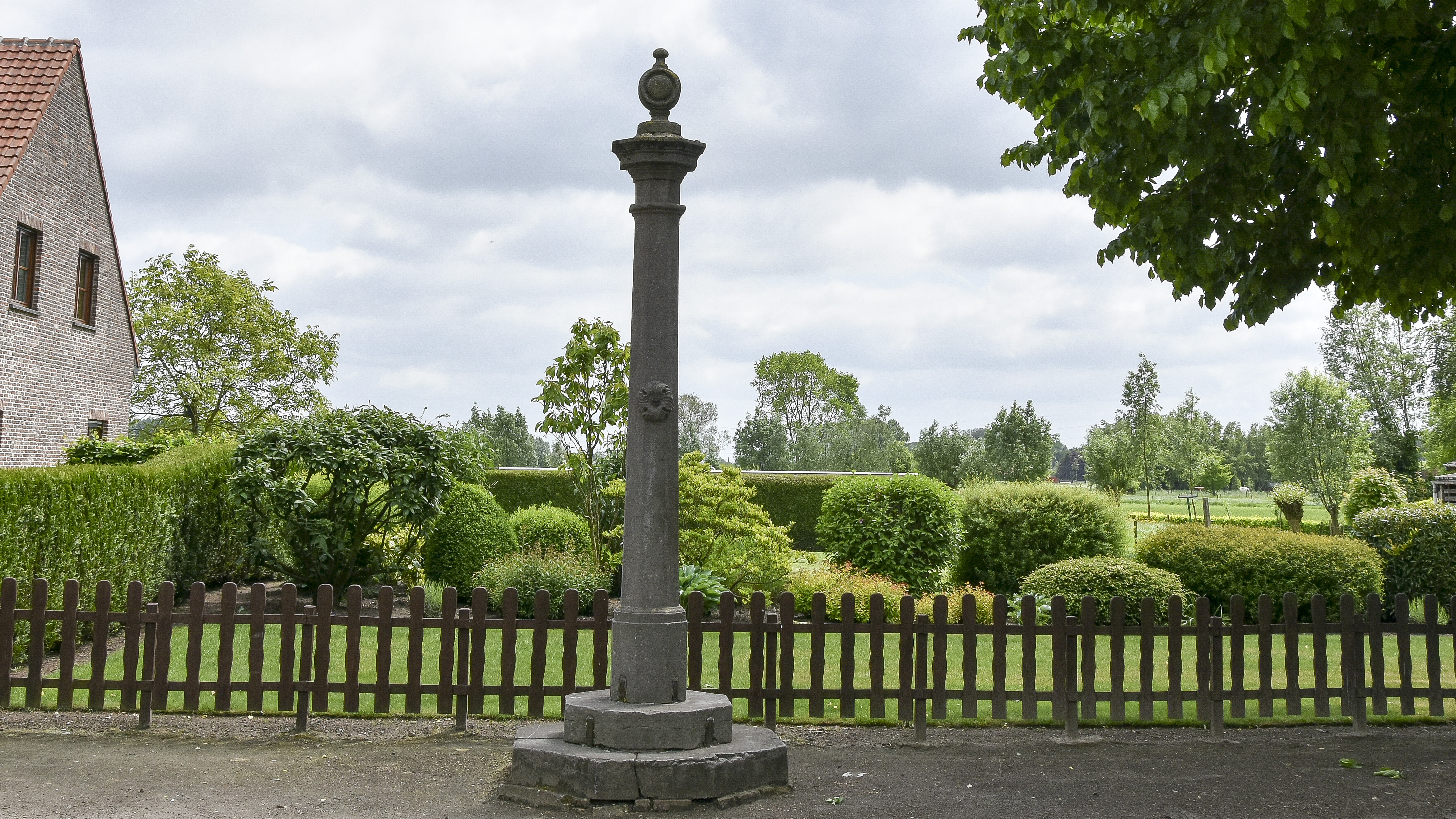
De schandpaal in Mendonk, opgericht door bisschop Govaart Geeraard van Eersel
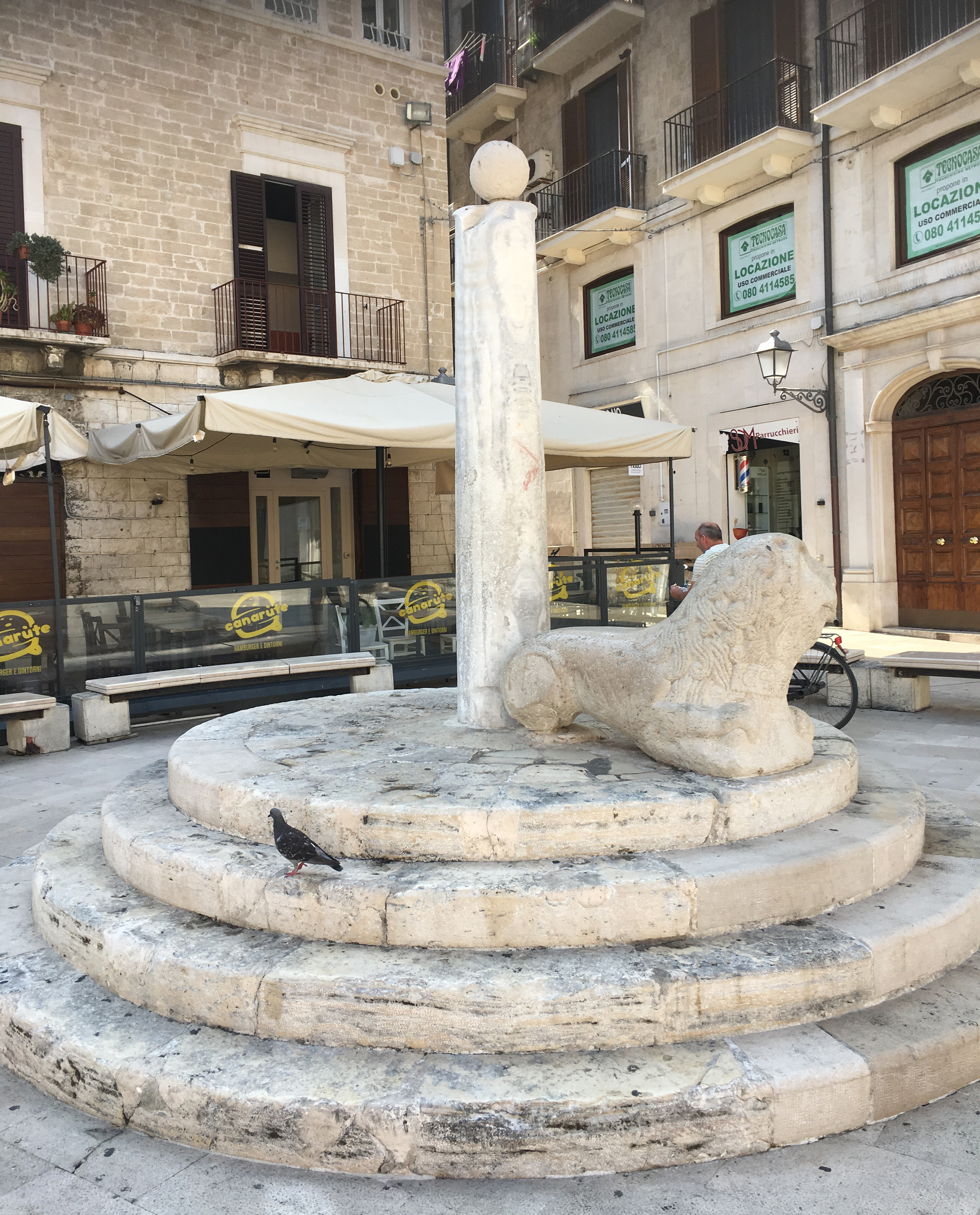
De marmeren schandpaal met leeuw op de Piazza Mercantile in Bari